# Aboubacar Ali
Aboubacar Ali, de son nom complet Aboubacar Ali Abdallah, né le 2 avril 2006 à Sainte-Marie sur l’île de La Réunion, est un footballeur international comorien qui joue au poste d'attaquant aux Francs-Borains.

## Biographie

### Carrière en club
Né à La Réunion, Ali a commencé le football à l'Entente Solidaire de la Convenance. Il a ensuite joué pour l'AS Bretagne, le Saint-Denis FC et l'Entente Solidaire de la Convenance à nouveau avant de rejoindre le centre de formation du RC Strasbourg en janvier 2022.

#### RC Strasbourg
Le 10 mars 2024, Ali Abdallah a fait ses débuts en Ligue 1 en tant que remplaçant lors d'une défaite 1-0 contre l'AS Monaco. Il se montre décisif lors d'une victoire 3-1 contre le Stade de Reims le 13 avril, en délivrant une passe décisive pour Moïse Sahi Dion,. Le 18 avril, Aboubacar Ali  a signé son premier contrat professionnel avec Strasbourg, jusqu'en 2027.

#### Prêts au Nîmes Olympique et au SCU Torreense
Le 30 août 2024, Ali Abdallah est prêté au club au Nîmes Olympique en National pour le reste de la saison,. Son prêt a pris fin début janvier 2025,,. 
Le 8 janvier 2025, Ali Abdallah est à nouveau prêter à Torreense au Portugal.

#### Francs-Borains
Le 24 juillet 2025, le Royal Frans-Borains annonce la signature de Abdallah jusqu’en 2027,.

### Carrière internationale
Ali fait ses débuts avec l'équipe de France des moins de 16 ans lors d'un match amical remporté 2-1 contre l'Allemagne le 5 mai 2022.

#### Équipe des Comores
Ali est appelé pour la première fois par Stefano Cusin avec les Comores en mars 2025 pour les éliminatoires de la coupe du monde 2026,. Il joue son premier match avec les Comores en entre en jeu à la 81e minute en remplaçant Myziane Maolida lors de la défaite trois buts à zéro contre le Mali,.

## Vie privée
Né à Sainte-Marie à La Réunion, Ali Abdallah est d'origine mahoraise,.